# جورج سميث (لاعب كرة قدم مواليد 1945)
جورج سميث (بالإنجليزية: George Smith)‏ هو لاعب كرة قدم بريطاني في مركز الوسط، ولد في 7 أكتوبر 1945، في نيوكاسل أبون تاين في المملكة المتحدة. لعب مع برمنغهام سيتي وسوانزي سيتي وكارديف سيتي ونادي بارو ونادي بورتسموث ونادي ميدلزبره ونادي هارتلبول يونايتد ونيوكاسل يونايتد.